# Manfrotto
Manfrotto è un marchio italiano fondato nel 1960 a Bassano del Grappa (Vicenza) dal fotoreporter Lino Manfrotto ed il perito industriale Giovanni Chenet, prodotto e distribuito dal 1989 dal gruppo britannico Videndum plc. La sede dell'azienda, che opera come "Vitec Imaging Solutions" ma è più nota col nome del suo principale prodotto, Manfrotto, si trova a Cassola, sempre in provincia di Vicenza.
Manfrotto è leader mondiale nella ideazione, produzione e distribuzione di supporti professionali per i mercati della fotografia, del video, dell'illuminazione e dell'intrattenimento..

## Storia
Lino Manfrotto, fotoreporter per giornali locali vicentini, lavora negli anni sessanta con attrezzature pesanti e ingombranti. Finché nel garage di casa di Giovanni, trasformato in laboratorio di produzione, crea i primi bracci e aste telescopiche. Inizialmente per uso personale, poi per qualche amico. Nel 1972 Giovanni presenta a Lino, Gilberto Battocchio, un buon tecnico di officina con il quale Giovanni aveva condiviso esperienze lavorative passate, e viene avviata una vera e propria attività. Nel 1974 il primo treppiede Manfrotto, molto leggero. Nel 1978 fonda il marchio Avenger, l'attività si amplia, nel 1986 apre uno stabilimento anche a Feltre che negli anni diventeranno sette. Nel 1989 vende al gruppo britannico "The Vitec Group Plc", quotato alla Borsa di Londra e specializzato nel settore broadcast.
Nel 1992 acquisisce l'azienda francese Gitzo, leader nel settore dei treppiedi e delle teste per la fotografia professionale e amatoriale. Nel 1993 rileva negli Stati Uniti la società Bogen Imaging, leader nella distribuzione di materiale fotografico negli USA.  Nel 2005 prende il controllo della società israeliana Kata, specializzata nel settore delle videocamere. Nel 2011 acquisisce il marchio Lastolite, produttore di fondali e attrezzature per il controllo luce per fari e video.
Negli anni l'azienda si trasforma da semplice produttore di treppiedi in produttore di luci a LED, borse e accessori per specialisti (su licenza anche la borsa National Geographic), treppiedi da tavolo per gli smartphone, anche zaini per i droni che li usano come campi di atterraggio. Nel 2017 (anno della scomparsa di Lino Manfrotto). il gruppo ha, oltre la sede principale a Cassola, stabilimenti a Feltre e a Ashby-de-la-Zouch, in Gran Bretagna, 9 filiali commerciali, 735 dipendenti, un fatturato di 201 milioni di euro. Il 95% realizzato con l'export, il 30% dei treppiedi venduti nel mondo ha il marchio Manfrotto. Nel 2017 sono inoltre acquisiti i marchi Lowepro e Joby.

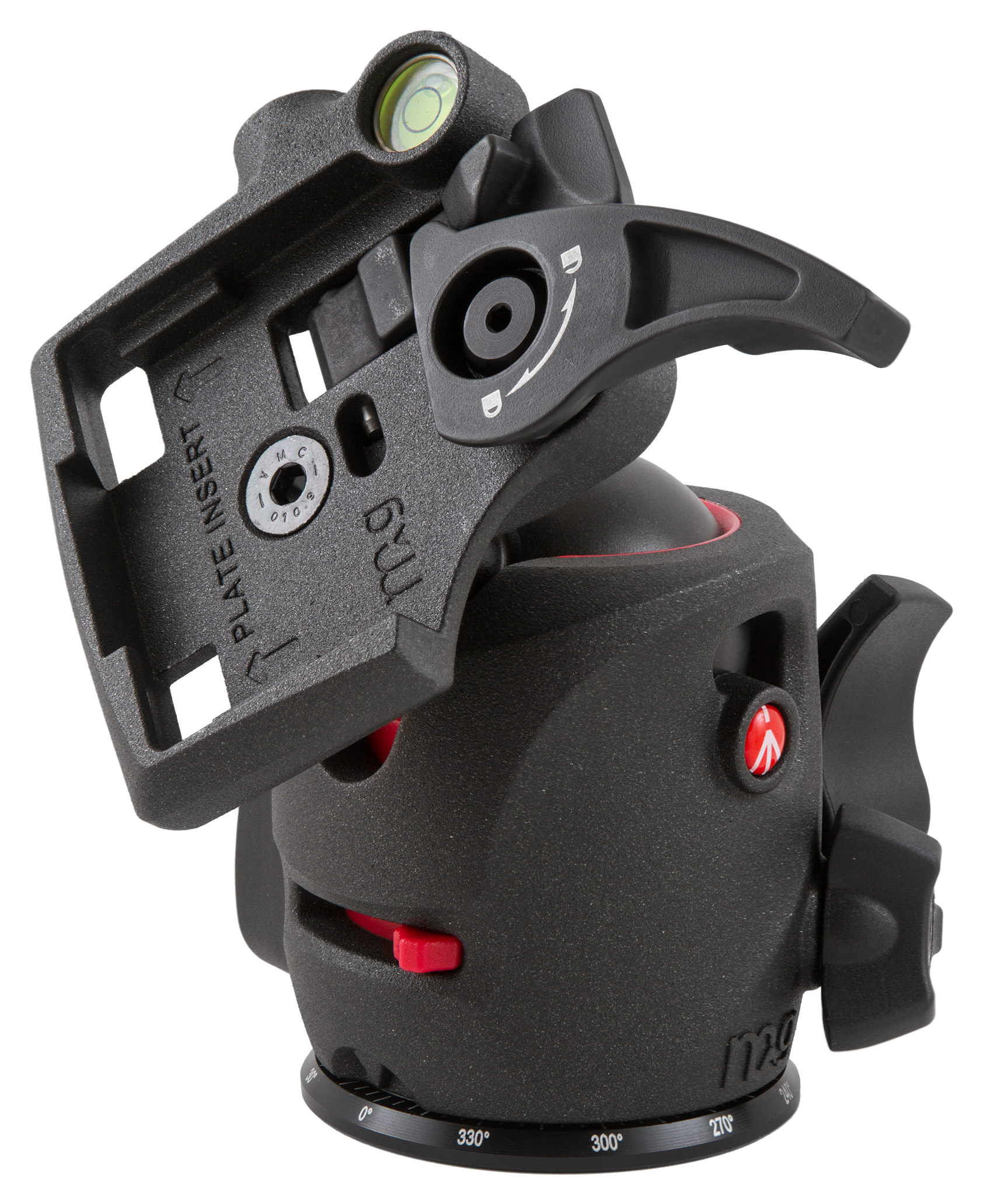
Testa fotografica a sfera Manfrotto

## Marchi
Sotto la Videndum Imaging Solutions sono prodotti e commercializzati questi marchi di apparecchiature nei mercati fotografici, video, broadcast, cinematografici e live-entertainment:
- Manfrotto;
- Gitzo;
- Avenger.
- Lastolite by Manfrotto
- Colorama
- Lowepro
- Joby